# Сьюдад-Идальго (Чьяпас)
Сьюдад-Идальго (исп. Ciudad Hidalgo) — город в Мексике, штат Чьяпас, входит в состав муниципалитета Сучьяте и является его административным центром. Численность населения, по данным переписи 2020 года, составила 17 485 человек.

## История
Поселение было основано мексиканскими переселенцами, которые были вынуждены покинуть деревню Аютла (нюне Текун-Уман) на противоположном берегу реки Сучьяте, после вступления договора о границе между Мексикой и Гватемалой от 27 сентября 1882 года. На противоположном берегу реки располагалась бывшая асьенда Лос-Серрос, откуда и началось возведение нового поселения, взявшего название у реки, которое с языка науатль можно перевести как — цветочная вода.
В 1908 году была запущена панамериканская железная дорога с конечной точкой в этом поселении и созданием пограничного перехода в Гватемалу.
4 июля 1925 года Сучьяте получает статус посёлка и становится административным центром собственного муниципалитета.
В 1935 году начинается электрификация посёлка.
24 июля 1952 года губернатор Франсиско Грахалес присваивает поселению статус города и переименовывает в Сьюдад-Идальго, в честь национального героя — Мигеля Идальго .